# Blair Athol, South Australia
Blair Athol är en ort i Australien. Den ligger i kommunen Port Adelaide Enfield och delstaten South Australia, nära delstatshuvudstaden Adelaide. Antalet invånare är 3 969.
Runt Blair Athol är det mycket tätbefolkat, med 1 754 invånare per kvadratkilometer.. Närmaste större samhälle är Adelaide, nära Blair Athol.
Runt Blair Athol är det i huvudsak tätbebyggt. Genomsnittlig årsnederbörd är 593 millimeter. Den regnigaste månaden är juli, med i genomsnitt 95 mm nederbörd, och den torraste är december, med 13 mm nederbörd.